# Ратно
Ра́тно (укр. Ратне) — посёлок в Ковельском районе Волынской области Украины. Административный центр Ратновской поселковой общины. Известен с XIII столетия как форт-аванпост, построенный для защиты западных границ Галицко-Волынского княжества.
Расположен в северной части области на реке Припять и автодороге международного значения М-19.
Расстояния до облцентра по ж/д — 137 км, по автодороге — 130 км.

## История
Начало появления Ратно относится к XIII столетию. Место было хорошо известно в Польше и Литве. В это время здесь стоял форт-аванпост, построенный для защиты западных границ Галицко-Волынского княжества. Именно от слова «рать» (войско), скорее всего, происходит название городка.
19 марта 1945 года здесь началось издание районной газеты.
В ходе административно-территориальной реформы в Украине, в 2020 году Ратновский район был упразднён, а посёлок стал административным центром Ратновской поселковой общины Ковельского района.

## Население
В январе 1989 года численность населения составляла 7311 человек, на начало 2013 года — 9722.

### Языковой состав
Родной язык населения по данным переписи 2001 года:
| Язык       | Численность, чел. | Доля     |
| ---------- | ----------------- | -------- |
| Украинский | 8 345             | 98,30 %  |
| Русский    | 113               | 1,33 %   |
| Другие     | 31                | 0,37 %   |
| Итого      | 8 489             | 100,00 % |

## Экономика
Пищевая, лесная и лесохимическая промышленность: маслозавод, пищекомбинат, лесо-химический завод, лесозаготовки и др.